# Candidella imbricata
Candidella imbricata is een zachte koraalsoort uit de familie Primnoidae. De koraalsoort komt uit het geslacht Candidella. Candidella imbricata werd in 1862 voor het eerst wetenschappelijk beschreven door Johnson. 